# Steatoda borealis
Steatoda borealis är en spindelart som först beskrevs av Nicholas Marcellus Hentz 1850.  Steatoda borealis ingår i släktet vaxspindlar, och familjen klotspindlar. Inga underarter finns listade i Catalogue of Life.